# San Pascual (Avila)
San Pascual è un comune spagnolo di 45 abitanti situato nella comunità autonoma di Castiglia e León.